# Telefunken

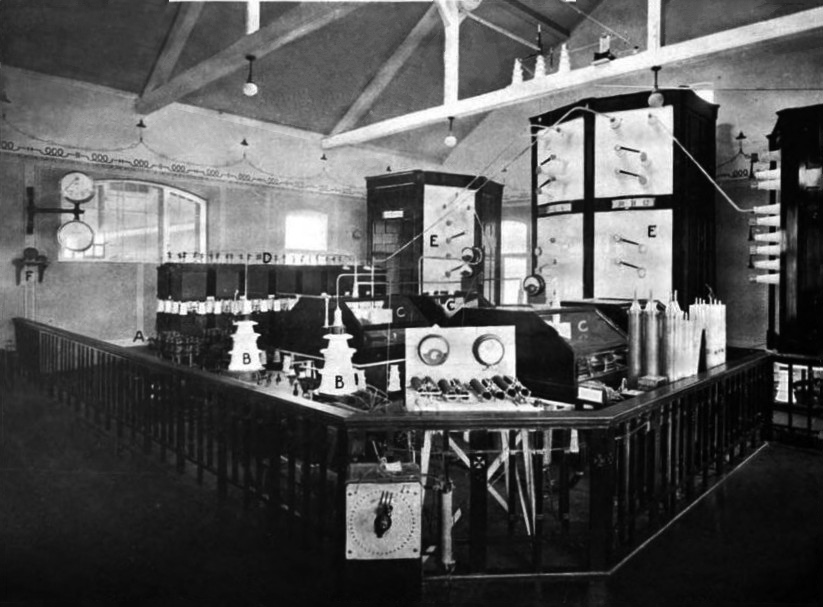
Lange golf zender van Telefunken in Nauen

De firma Telefunken was een Duits electronicabedrijf, op 27 mei 1903 opgericht in Berlijn uit AEG en Siemens & Halske onder de naam Gesellschaft für drahtlose Telegraphie m.b.H., System Telefunken. Het bedrijf was een joint venture van twee voormalige concurrenten op patentgebied, tot stand gekomen na bemiddeling en aandringen van de toenmalige Duitse keizer Wilhelm II. Telefunken was het telegrafieadres van de firma. Siemens verliet deze joint venture in 1941.
Telefunken begon met het maken van radio's voor de scheepvaart, zowel militair als civiel. Reeds na enkele jaren volgde de oprichting van een speciale organisatie, Deutsche Betriebsgesellschaft for drahtlose Telegrafie, die zich volledig richtte op de levering en exploitatie van scheepstations. Omstreeks 1926 had deze organisatie al een netwerk van 687 scheepsradiostations wereldwijd. In Nauen, ten noordwesten van Berlijn, werd een zeer krachtig radiostation gebouwd door Telefunken. De ervaring hiermee opgedaan werd ook ingezet voor Radio Kootwijk in 1922, de lange-golfinstallatie was afkomstig van Telefunken. Enige jaren later kwam de radio-richtingzoeker, een primitieve vorm van radar en een belangrijk hulpmiddel bij de navigatie, in productie.
De ontwikkeling van Telefunken-Karolus-Siemens maakte het mogelijk om brieven, tekeningen, foto's en dergelijke over te zenden.
Telefunken was het eerste, en lange tijd enige, wereldmerk van de Duitse elektronische industrie. Het logo van Telefunken was in de vorm van een ster met in het midden de tekst Telefunken. De huiskleuren waren rood en blauw. Telefunken was vóór de Tweede Wereldoorlog in het bijzonder beroemd door de radio-ontvangers, die wereldwijd verkocht werden. Telefunken was de bedenker van het PAL-kleurensysteem voor televisie-uitzendingen. Met de uitrol van dit systeem werd in 1967 begonnen in diverse Europese landen.
In 1967 fuseerde Telefunken AG met AEG tot AEG-Telefunken. In de tweede helft van de jaren zeventig begon het bedrijf ernstig in financiële problemen te geraken. De naam Telefunken werd in 1985 verkocht aan het Franse concern Thomson en daarna doorverkocht aan het Turkse Vestel, een van 's werelds grootste fabrieken van televisietoestellen. Zij maken voor vele merken tv's. Onder andere JVC, Telefunken en Finlux komen uit deze fabriek.

## Afbeeldingen

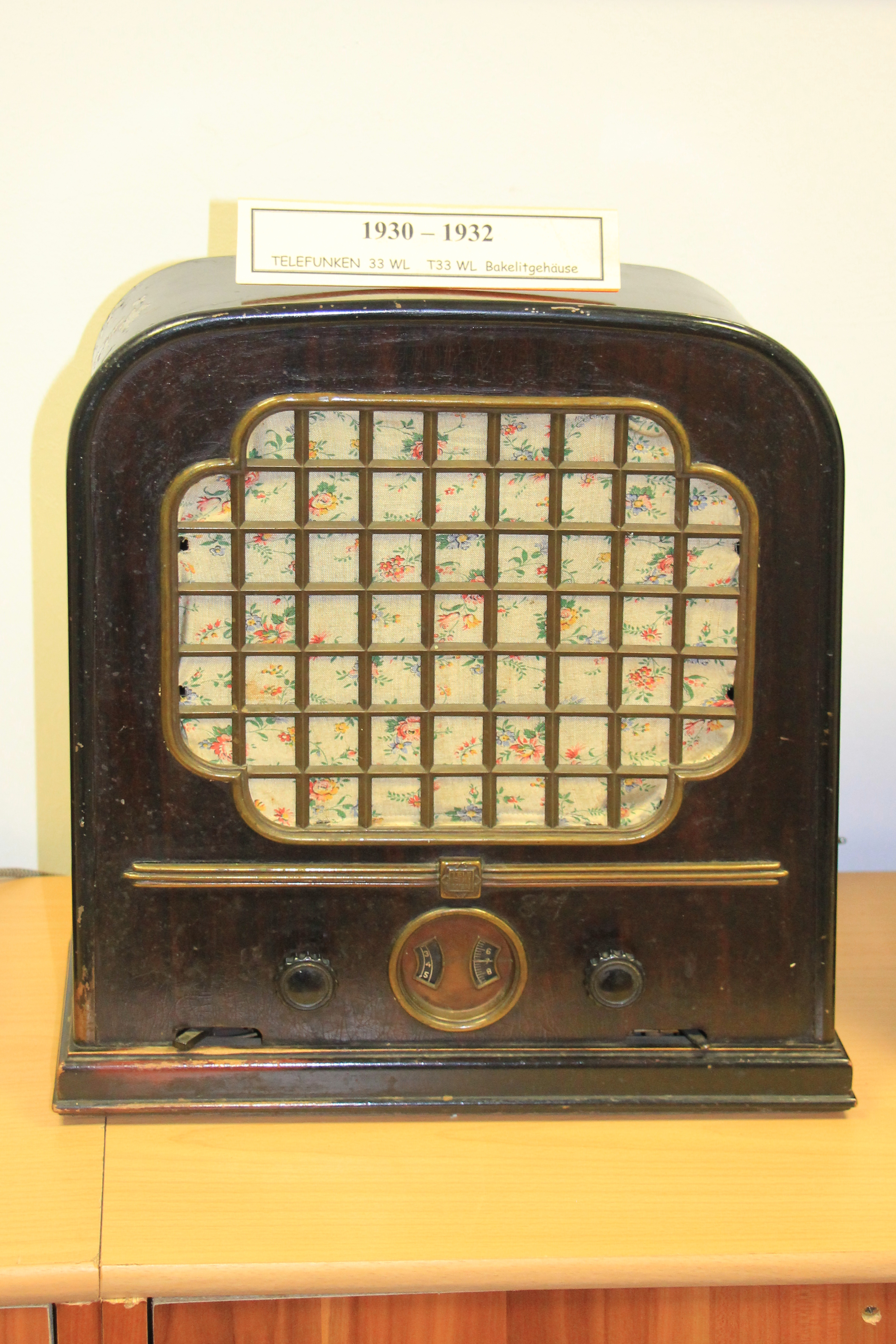
Telefunken 2538 radiotoestel, 1930-1932
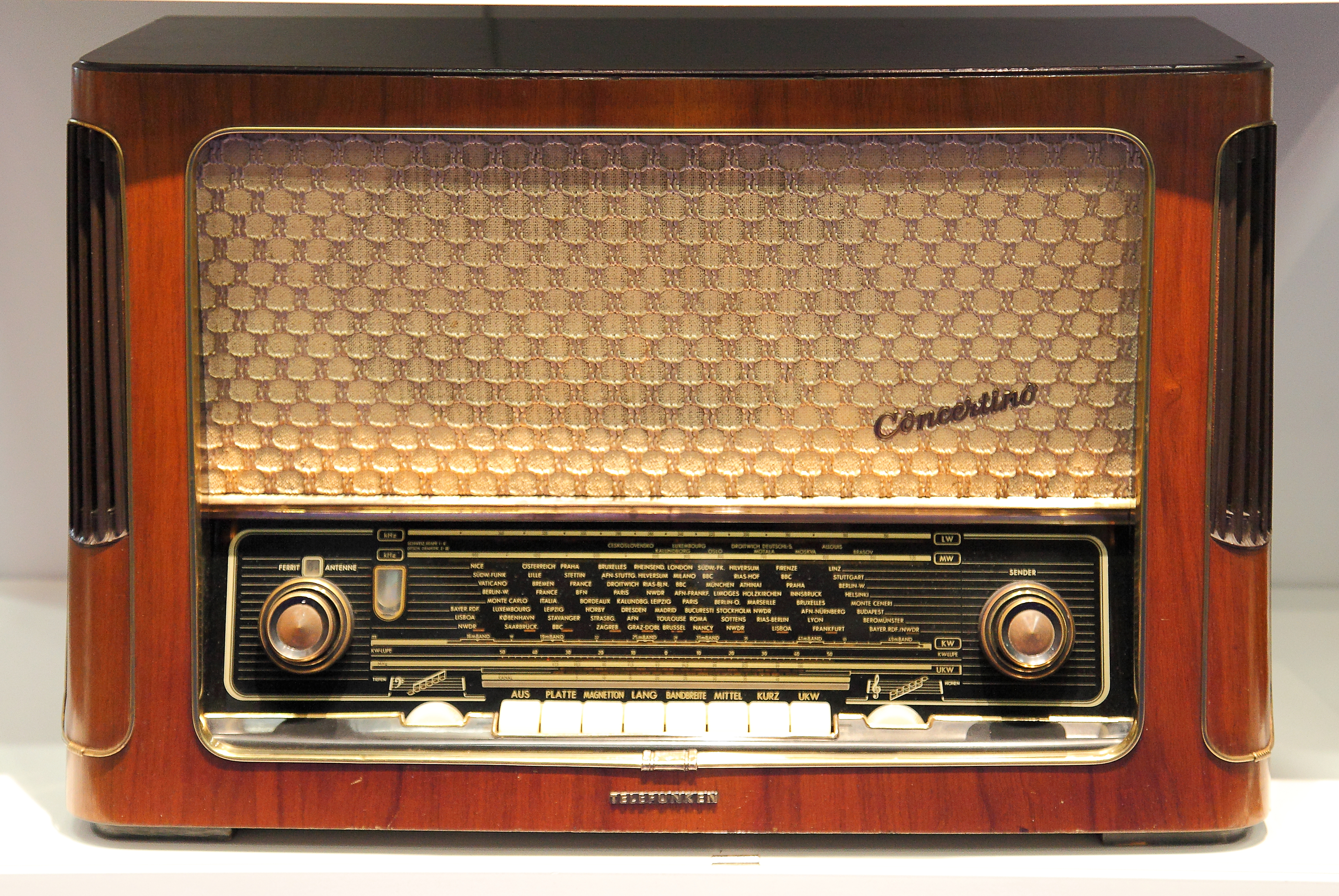
Telefunken Concertino 6 radiotoestel, 1955
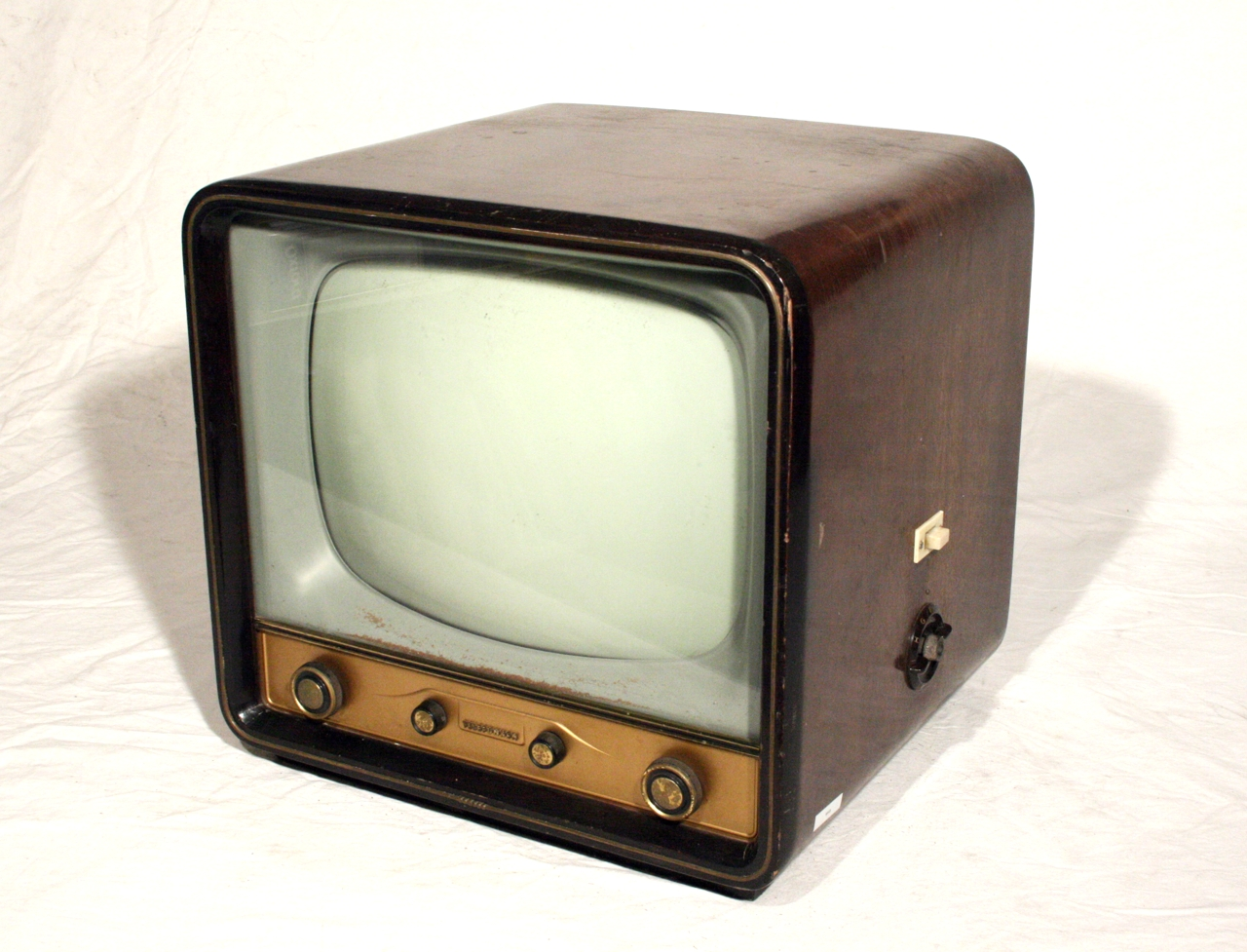
Telefunken TTV 7/17 televisietoestel, ± 1955
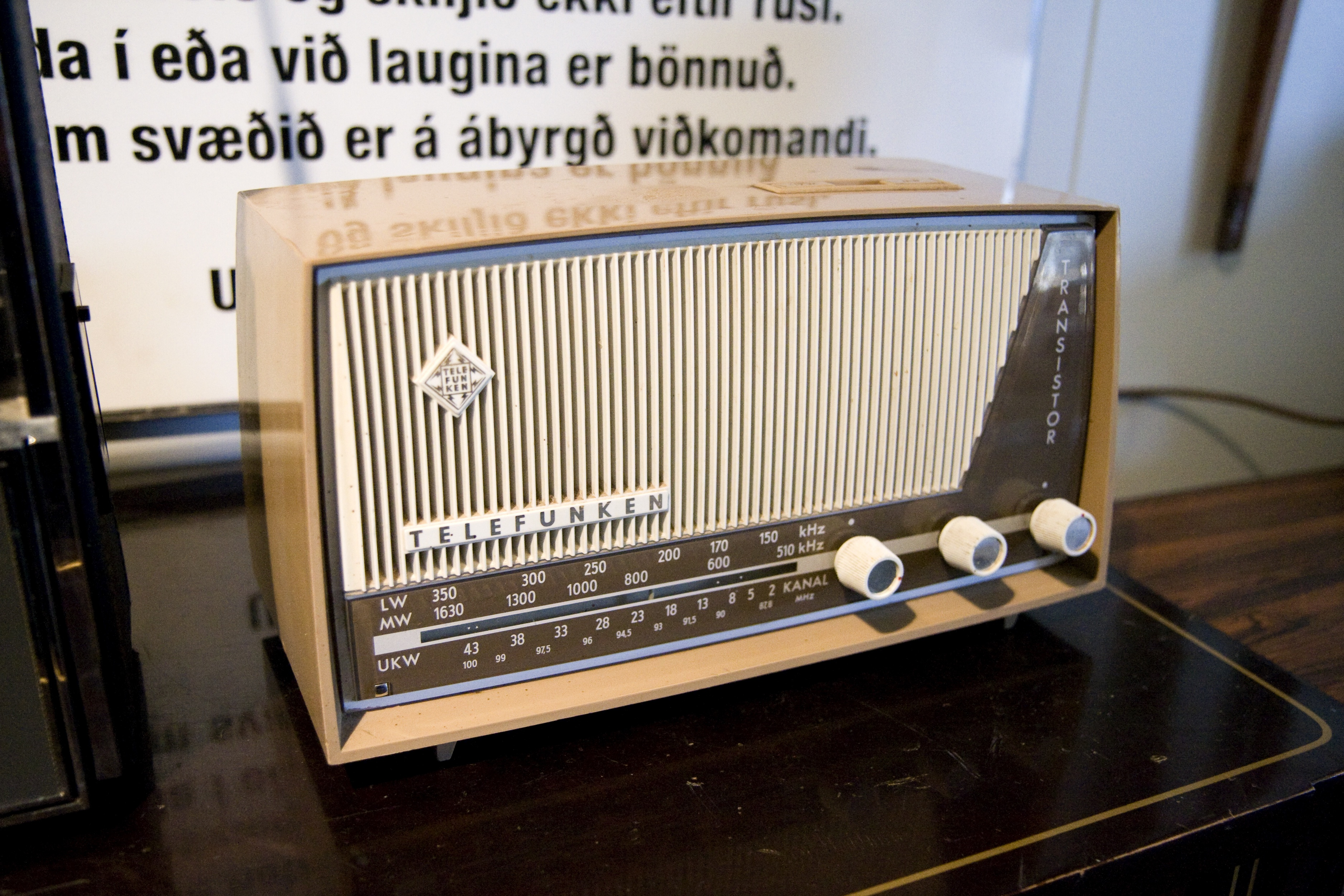
Telefunken transistorradio, ca. 1960
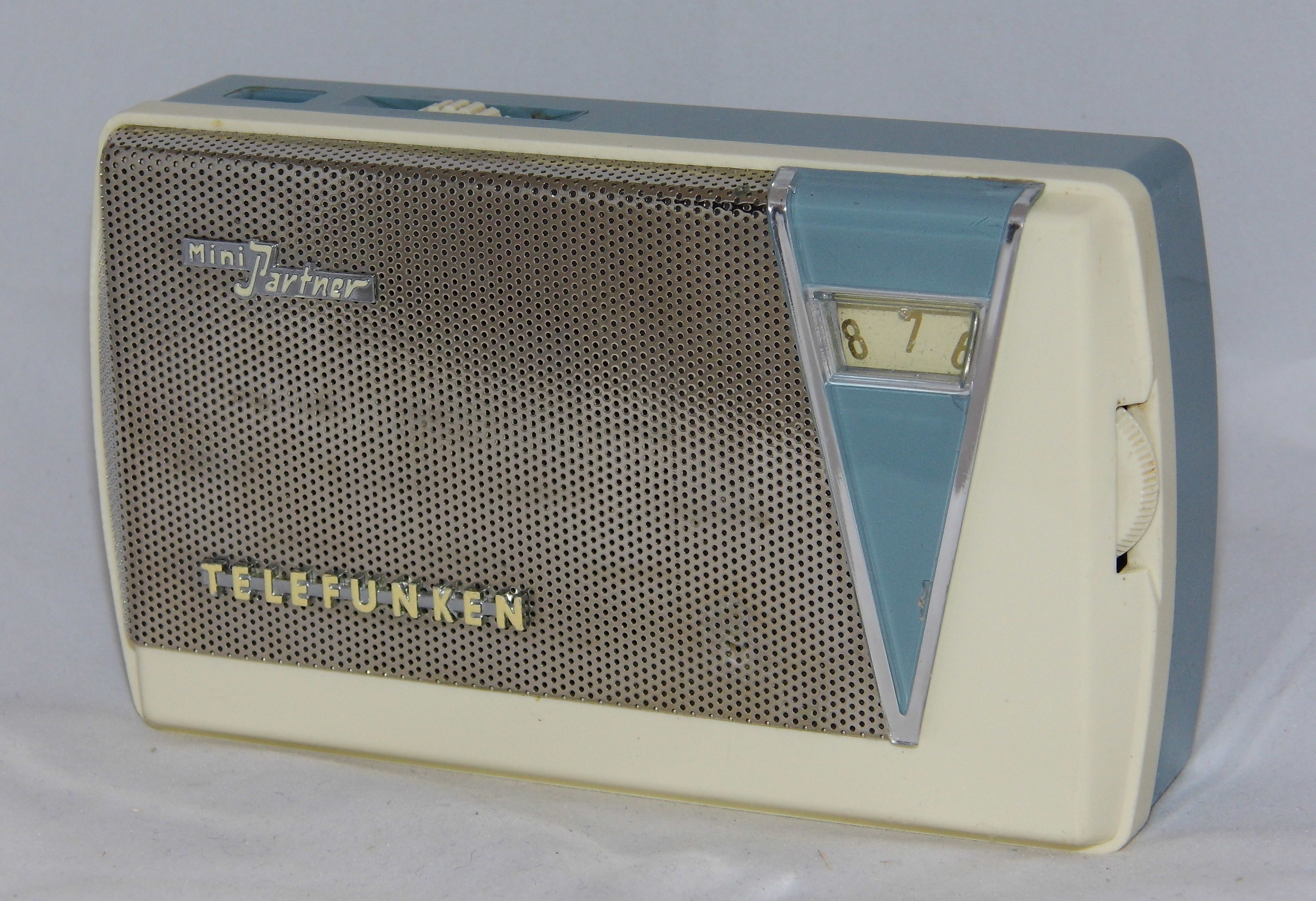
Telefunken Mini Partner 6 transistorradio, 1960-1962
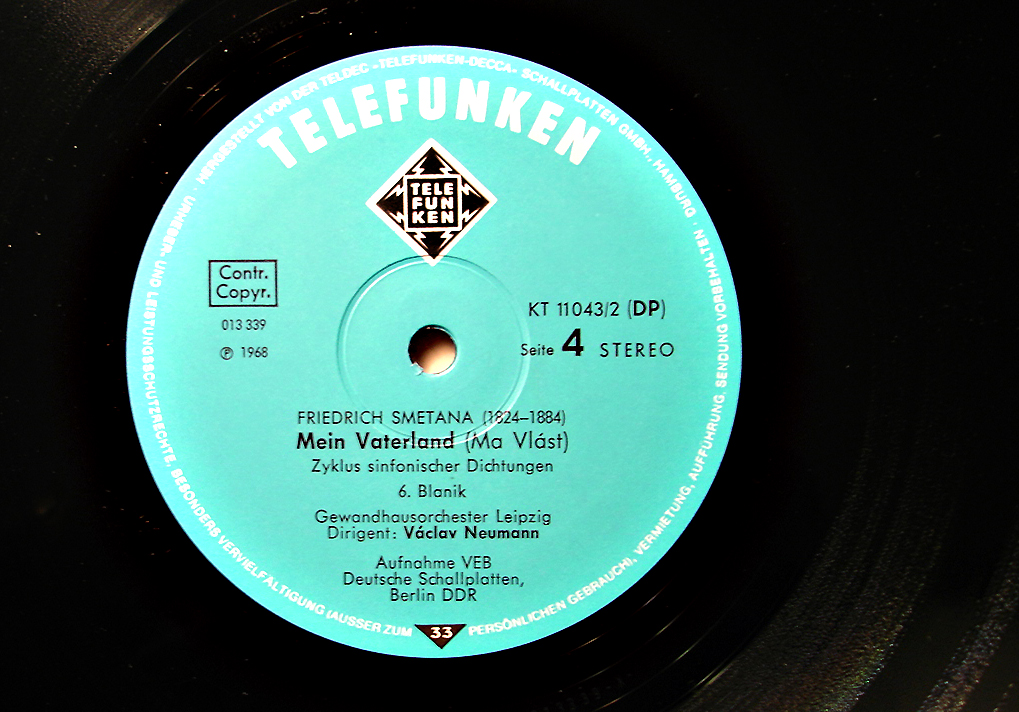
Telefunken-logo op een LP
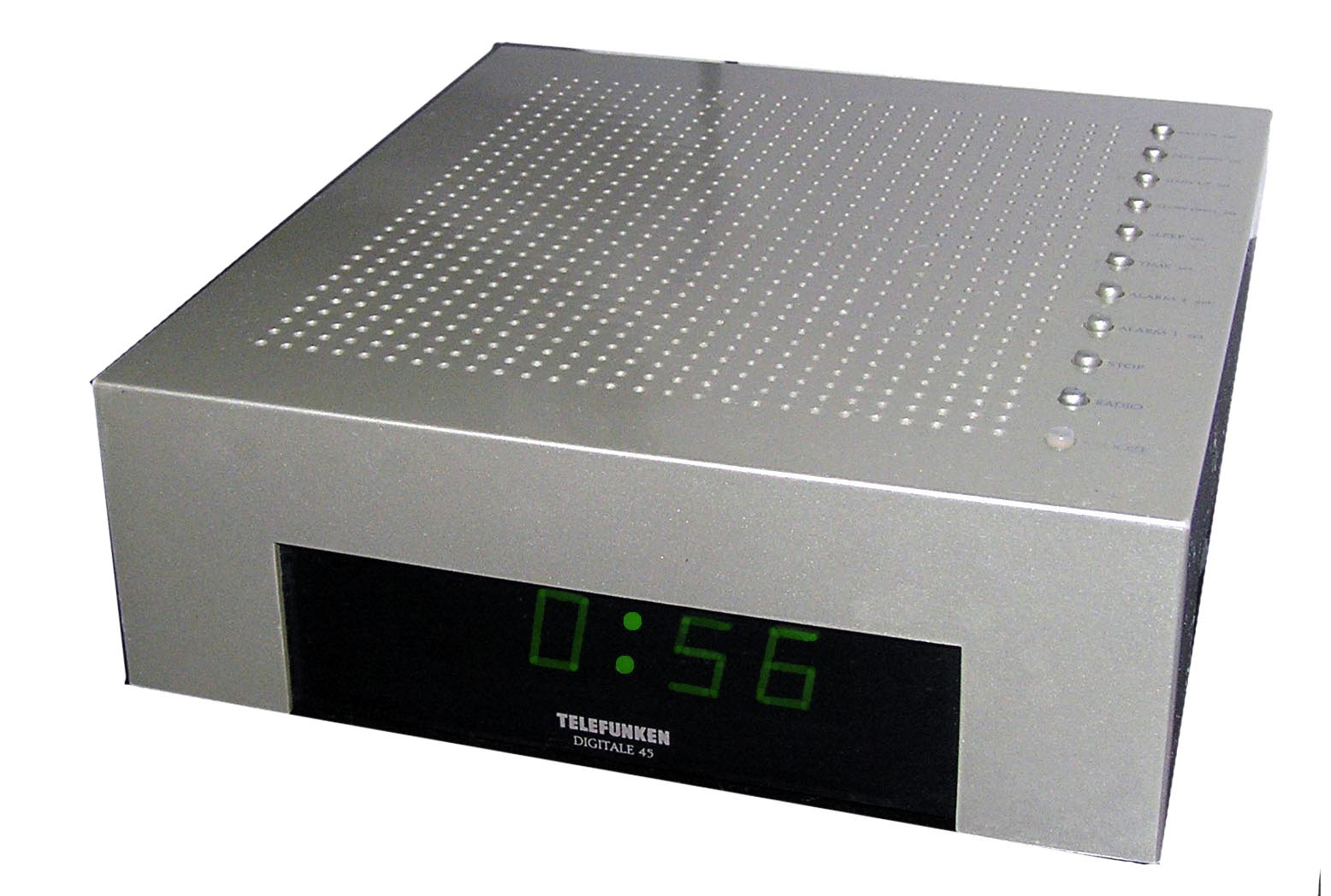
Telefunken Digitale 45